# رومانس میلوسلاوسکیس
رومانس میلوسلاوسکیس (به انگلیسی: Romāns Miloslavskis) (زادهٔ ۱۷ اکتبر ۱۹۸۳) شناگر اهل لتونی است.